# Betty Sutton

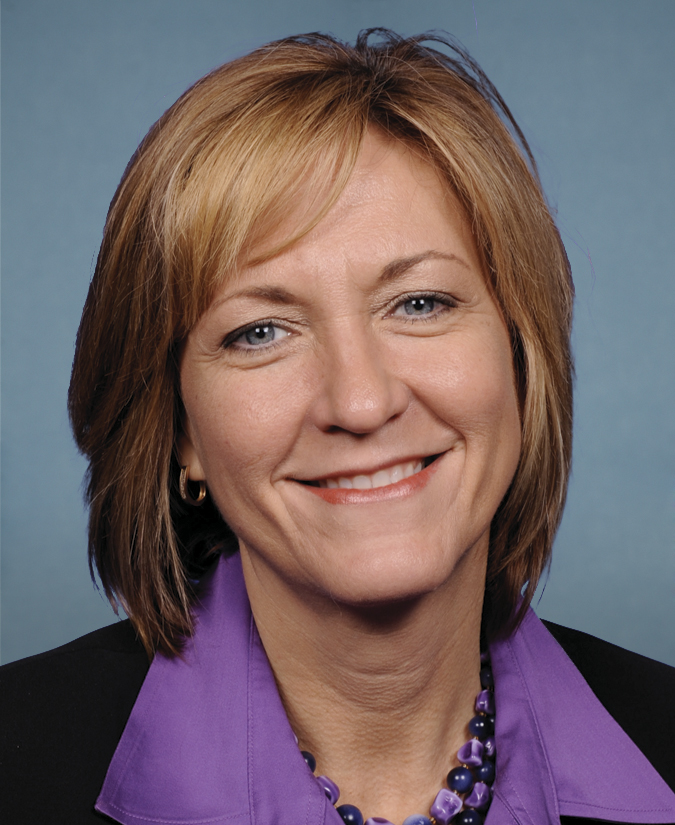
Betty Sutton

Betty Sue Sutton (* 31. Juli 1963 in Barberton, Ohio) ist eine US-amerikanische Politikerin der Demokratischen Partei. Von 2007 bis 2013 gehörte sie dem Repräsentantenhaus der Vereinigten Staaten für den 13. Kongresswahlbezirk des Bundesstaates Ohio an. Sie bewirbt sich 2018 als Vizegouverneurin Ohios.

## Leben
Geboren wurde Betty Sutton in Barberton im US-Bundesstaat Ohio. Nachdem sie die öffentlichen Schulen ihrer Geburtsstadt besucht hatte, studierte sie Politikwissenschaften an der Kent State University, wo sie einen Bachelor of Arts erhielt. Ihren Juris Doctor erwarb sie an der University of Akron. 1990 wurde sie in den Stadtrat von Barberton gewählt. 1993 wurde sie ins Repräsentantenhaus von Ohio gewählt. Mit 28 Jahren war sie die jüngste jemals gewählte Abgeordnete und blieb dies bis zum Jahr 2000. Nachdem sie aus dem Repräsentantenhaus ihres Heimatstaates ausgeschieden war, war sie als Anwältin tätig.
Als Nachfolger Sherrod Browns wurde Sutton bei der Wahl 2006 in das US-Repräsentantenhaus gewählt. Ab dem 3. Januar 2007 vertrat sie den 13. Kongresswahlbezirk Ohios. Ihren Sitz konnte sie 2008 und 2010 verteidigen. Sie war Mitglied im Committee on Armed Services und im Committee on Natural Ressources. Bei der Wahl 2012 unterlag sie ihrem republikanischen Mitbewerber Jim Renacci und schied am 3. Januar 2013 aus dem Kongress aus.
Bei der Wahl 2018 beabsichtigte Sutton für das Amt des Gouverneurs von Ohio zu kandidieren. Am 10. Januar 2018 zog sie ihre Kandidatur zurück, verkündete jedoch zugleich, als Vizegouverneurskandidatin an der Seite von Richard Cordray anzutreten. Nach ihrem Sieg in der parteiinternen Vorwahl im Mai 2018 treten sie bei der Hauptwahl im November 2018 gemeinsam gegen die Republikaner Mike DeWine und seinen Running Mate Jon A. Husted an.
Betty Sutton ist mit Doug Corwon verheiratet und lebt im Copley Township.